# Juan Humberto Gutiérrez Valencia
Juan Humberto Gutiérrez Valencia (ur. 27 czerwca 1941 w Guadalajarze) – meksykański duchowny rzymskokatolicki, w latach 2008–2018 biskup pomocniczy Guadalajary.

## Życiorys
Święcenia kapłańskie przyjął 3 grudnia 1967 i został inkardynowany do archidiecezji Guadalajara. Był m.in. wykładowcą seminarium, kapelanem domów zakonnych, formatorem diakonów stałych oraz rektorem guadalajarskiej archikatedry.
14 lutego 2008 został prekonizowany biskupem pomocniczym Guadalajary ze stolicą tytularną Iunca in Byzacena. Sakrę biskupią otrzymał 10 kwietnia 2008. 2 lutego 2018 przeszedł na emeryturę.